# Gaby: A True Story
Gaby: A True Story (bra Gaby - Uma História Verdadeira) é um filme méxico-norte-americano de 1987, do gênero drama romântico-biográfico, escrito e dirigido por Luis Mandoki, baseado em livro de Michael Love e Martín Salinas,, e estrelado por Liv Ullman e Rachel Levin.

## Sinopse
Gaby, jovem filha de ricos europeus refugiados no México, recebeu, ao nascer, o diagnóstico de paralisia cerebral. Apesar do corpo completamente paralisado, o cérebro continuou ativo e ela foi capaz de completar um curso na universidade e tornar-se escritora famosa.

## Prêmios e indicações
| Prêmio             | Categoria                | Recipiente     | Situação |
| ------------------ | ------------------------ | -------------- | -------- |
| Oscar 1988         | Melhor atriz coadjuvante | Norma Aleandro | Indicado |
| Globo de Ouro 1988 | Melhor atriz - drama     | Rachel Levin   | Indicado |
| Globo de Ouro 1988 | Melhor atriz coadjuvante | Norma Aleandro | Indicado |

## Elenco
| Ator/Atriz       | Personagem      |
| ---------------- | --------------- |
| Liv Ullman       | Sari            |
| Rachel Levin     | Gaby            |
| Norma Aleandro   | Florencia       |
| Robert Loggia    | Michel          |
| Lawrence Monoson | Fernando        |
| Robert Beltran   | Luis            |
| Beatriz Sheridan | Mãe de Fernando |
| Tony Goldwyn     | David           |
| Danny De La Paz  | Carlos          |